# Владана Вучинић
Владана Вучинић, (18. јул 1986), позната и као Владана, је црногорска певачица и текстописац. Она je представљала Црну Гору на Песми Евровизије 2022.

## Биографија
Владана је показала интересовање за музику још у раној младости јер је њен деда, Борис Низамовски, био председник Удружења сценских уметника Северне Македоније и руководилац македонског ансамбла Магнифико. Владана има основно и средње музичко образовање, усмерено на теорију музике и оперско певање. Дипломирала је новинарство на Државном факултету политичких наука Црне Горе.
Владана је 2003. године имала свој телевизијски деби на телевизији у националној караоке емисији, а исте године објавила је дебитантски сингл који је изведен на Будванском медитеранском фестивалу у Будви, у Црној Гори. Вучинић је 3. марта 2005. учествовала на Монтевизији 2005. са песмом „Само мој никад њен“. Заузела је 18. место и тако није успела да напредује у Европисма-Еуропјесма 2005 одржаној 4. марта 2005. Следеће, 2006. године, учествовала је на Монтевизији 2006. као део дуета са Бојаном Ненезић са песмом „Жељна“. Једанаестопласиране Вучинић и Ненезић пласирале су се на Европесму-Еуропјесму 2006. где су се у финалу пласирале на 15. место. Касније те године, Вучинић је извела своју песму „Капије од злата“ у секцији новајлија музичког фестивала Сунчане скале.
Вучинић је објавила свој први спот за сингл „Као мирис кокоса“ у режији црногорског редитеља Николе Вукчевића, који је у то време постао најемитованији спот у Црној Гори. 2007. године наставља сарадњу са Вукчевићем и објављује свој други спот, за сингл „Пољубац као доручак“.
Крајем 2009. Вучинић је снимила и објавила свој први сингл на енглеском језику „Bad Girls Need Love Too“. Годину дана касније, у новембру 2010, објављен је анимирани спот за песму „Sinner City” као увод у њен први албум на енглеском језику. Вучинић је 13. децембра 2010. сама објавила свој деби албум под називом Sinner City.
Владана је први соло извођач из Црне Горе емитован на регионалној МТВ станици МТВ Адриа.
Покренула је онлајн модни магазин под називом Chiwelook (Чивилук) на основу едиторијала са модним дизајнерима из Црне Горе. Као оснивач и главни уредник, доприносила је часопису кроз колумне и интервјуе о моди са различитим личностима из музике, културе и политике.
Дана 4. јануара 2022. године, објављено је да је изабрана од стране црногорског емитера РТЦГ да представља Црну Гору на Песми Евровизије 2022 . Дан касније, 5. јануара 2022. године, објављено је да ће њена песма на Евровизији носити назив „Breathe“ и да ће бити изведена на енглеском.

## Дискографија

### Студијски албуми
| Наслов      | Детаљи                                                                                        |
| ----------- | --------------------------------------------------------------------------------------------- |
| Sinner City | - Објављено: 15. децембра 2010 - Ознака: самостално - Формати: Дигитално преузимање, стриминг |

### Синглови
| Наслов                     | Година | Албум                   |
| -------------------------- | ------ | ----------------------- |
| Остаћеш ми вјечна љубав    | 2003.  | Сингл не припада албуму |
| Ноћ                        | 2004.  | Сингл не припада албуму |
| Само мој никад њен         | 2005.  | Сингл не припада албуму |
| Њежна (са Бојаном Ненезић) | 2006.  | Сингл не припада албуму |
| Као мирис кокоса           | 2006.  | Сингл не припада албуму |
| Капије од злата            | 2006.  | Сингл не припада албуму |
| Пољубац као доручак        | 2007.  | Сингл не припада албуму |
| Bad Girls Need Love Too    | 2009.  | Sinner City             |
| Sinner City                | 2010.  | Sinner City             |
| Breathe                    | 2022.  | Сингл не припада албуму |
| Преварена                  | 2022.  | Сингл не припада албуму |